# Jetstar Airways
Jetstar Airways ist eine australische Billigfluggesellschaft mit Sitz in Melbourne und Basis auf dem Flughafen Melbourne. Sie ist eine Tochtergesellschaft der Qantas Airways.

## Geschichte

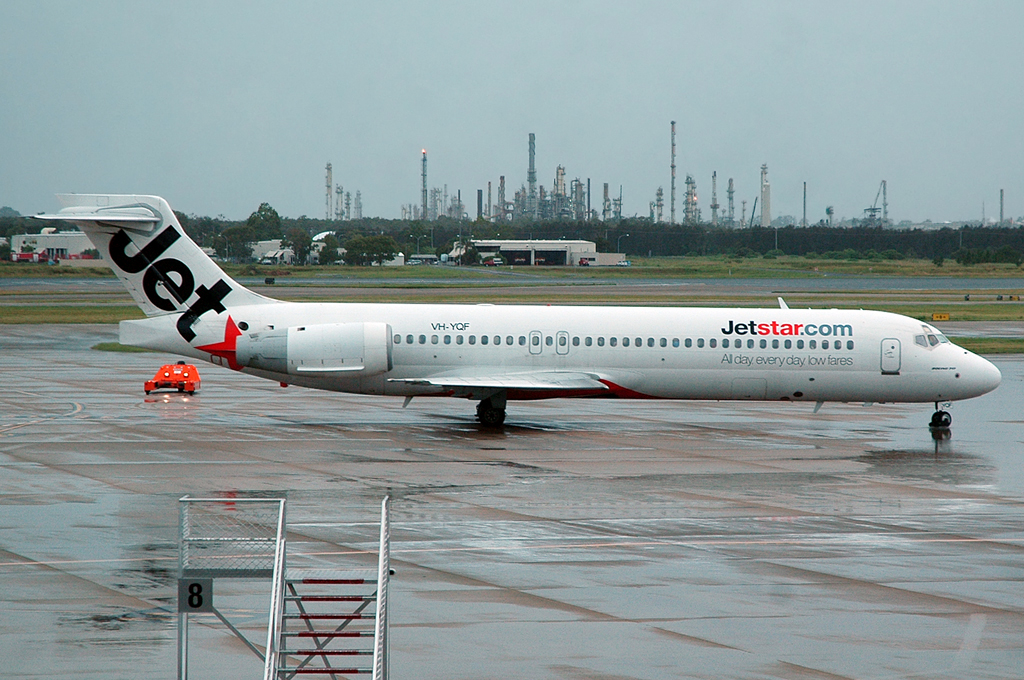
Boeing 717-200 der Jetstar Airways (2006)

Jetstar begann im Februar 2004 erste Flugtickets zu verkaufen, erste Passagierflüge folgten drei Monate darauf am 25. Mai. International flog Jetstar erstmals am 1. Dezember 2005. Die Flotte bestand zu dieser Zeit ausschließlich aus Boeing 717-200 mit 122 Sitzplätzen, die jedoch bald vollständig durch größere und effizientere Airbus A320 mit anfangs 177 Sitzplätzen ersetzt wurden. 
Ebenfalls im Dezember 2005 veröffentlichte das Management der Fluggesellschaft seine Pläne, Jetstar zur ersten auf Langstrecken operierenden Billigfluggesellschaft auszubauen. Zuerst wolle man Ziele anfliegen, die etwa zehn Stunden von Australien entfernt seien, später aber auch Europa und Amerika. Die Bestellung über die Langstreckenflugzeuge Airbus A330-200 und Boeing 787-8 war der erste Schritt für diese Expansion.
Am 13. Dezember 2004 nahm die Schwestergesellschaft Jetstar Asia Airways ihren Dienst mit Sitz in Singapur auf. Am 14. November 2007 bestellte die Muttergesellschaft Qantas Airways 68 Airbus A320 und A321 und sicherte sich weitere 40 Optionen. Die genaue Aufteilung zwischen Jetstar Airways, Jetstar Asia Airways und Jetstar Pacific Airlines ist jedoch noch nicht bekannt.
Für Ende 2009 waren Billigflüge zwischen Europa und Australien geplant, diese wurden jedoch bis Ende 2013 nicht aufgenommen. Als mögliche Ziele gelten in Deutschland Frankfurt und München, weitere Ziele wären Paris, Athen, Rom und Amsterdam. Diese Ziele sollen über Bangkok mit Sydney und Melbourne verbunden werden. Ursprünglich waren die ersten Flüge nach Rom oder Athen für Ende 2008 geplant, aber durch die Verspätung der Auslieferung der Boeing 787-8 konnten diese Planungen nicht realisiert werden. Die erste 787 wurde erst im Sommer 2013 an Jetstar ausgeliefert, Routen nach Europa jedoch nach wie vor nicht angekündigt.
Am 12. Juli 2012 nahm die japanische Schwestergesellschaft Jetstar Japan mit Sitz in Tokio ihren Betrieb auf. Die Muttergesellschaft der Jetstar Airways, Qantas Airways, ist an dem Unternehmen mit 33,3 % beteiligt. Die Gesellschaft bietet überwiegend innerjapanischen Linienflugverkehr an.

## Flugziele
Jetstar Airways fliegt von ihren Drehkreuzen Ziele in ganz Australien an. Des Weiteren werden Ziele in Asien und Ozeanien bedient.

## Flotte

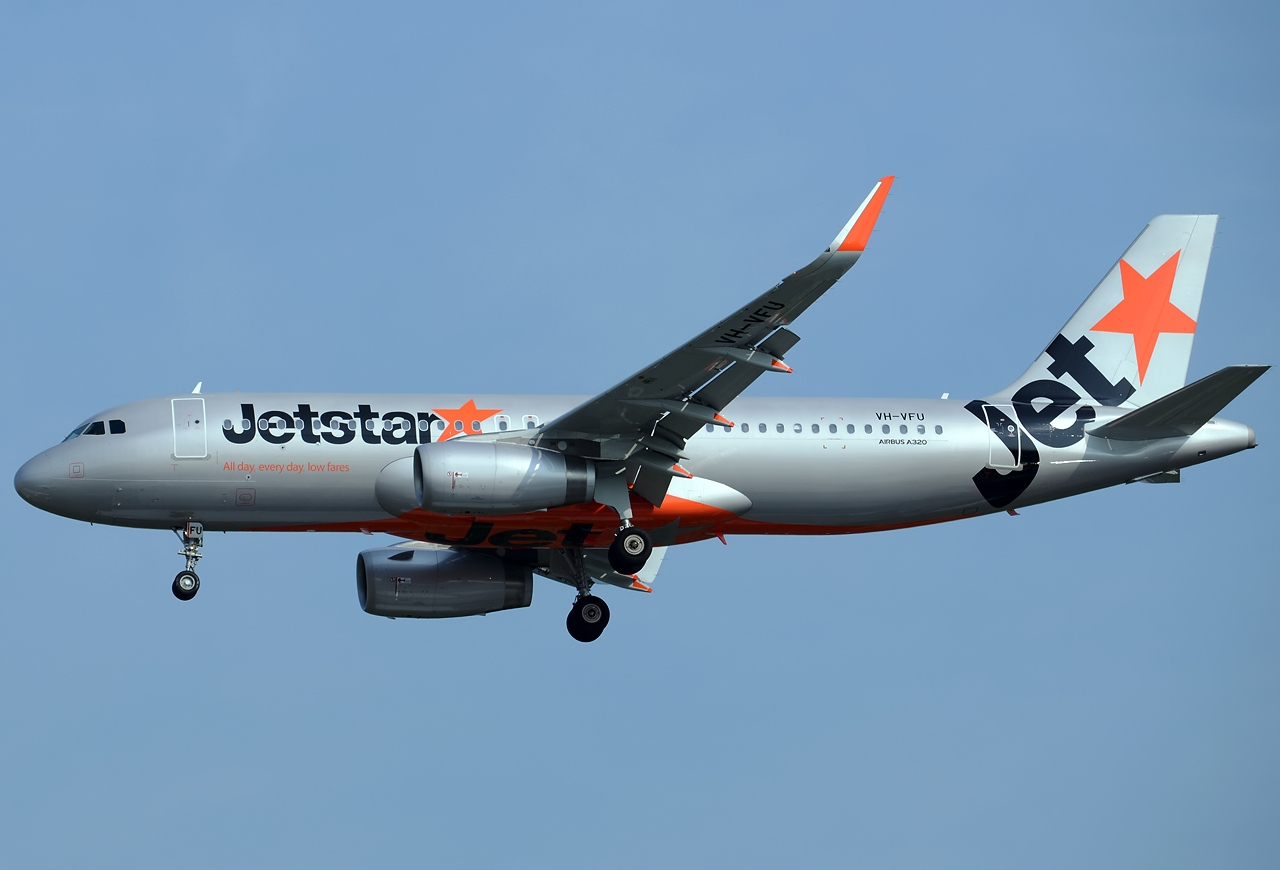
Airbus A320-200 der Jetstar Airways

### Aktuelle Flotte
Mit Stand April 2025 besteht die Flotte der Jetstar Airways aus 88 Flugzeugen mit einem Durchschnittsalter von 10,5 Jahren:
| Flugzeugtyp             | Anzahl | bestellt | Bemerkungen                     | Sitzplätze (Business/Economy) | Durchschnittsalter |
| ----------------------- | ------ | -------- | ------------------------------- | ----------------------------- | ------------------ |
| Airbus A320-200         | 49     |          | 17 mit Sharklets ausgestattet   | 186 (-/186) 180 (-/180)       | 14,2 Jahre         |
| Airbus A320neo          | 03     | 02       |                                 | 188 (-/188)                   | 00,4 Jahre         |
| Airbus A321-200         | 06     |          | zwei mit Sharklets ausgestattet | 230 (-/230)                   | 13,5 Jahre         |
| Airbus A321neo          | 19     | 23       |                                 | 232 (-/232)                   | 01,5 Jahre         |
| Boeing 787-8 Dreamliner | 11     |          |                                 | 335 (21/314)                  | 10,7 Jahre         |
| Gesamt                  | 88     | 25       |                                 |                               | 10,5 Jahre         |

### Aktuelle Sonderbemalungen
| Bemalung         | Flugzeugtyp     | Luftfahrzeugkennzeichen | Zeitraum      | Bild |
| ---------------- | --------------- | ----------------------- | ------------- | ---- |
| 10th Anniversary | Airbus A320-200 | VH-VGF                  | seit Mai 2014 |      |

### Ehemalige Flugzeugtypen
In der Vergangenheit setzte Jetstar Airways bereits folgende Flugzeugtypen ein: 
- Airbus A330-200
- Boeing 717-200
- De Havilland Canada DHC-8-300

## Kritik
Laut Bordbestimmungen von Jetstar Airways ist es männlichen Fluggästen nicht gestattet, einen Sitzplatz neben alleine reisenden Kindern einzunehmen. Diese Regelung sorgte im August 2012 wegen des damit einhergehenden Generalverdachts der Pädophilie gegen Männer für Kritik und Entrüstung. Dieselbe Regelung findet sich auch bei Qantas und Air New Zealand.